# Sam C. Ford

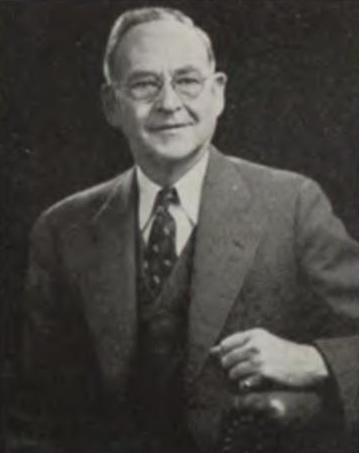
Imagem de Samuel Clerence Ford.

Samuel Clarence Ford (Albany, Kentucky, 7 de novembro de 1882 - 1961) foi um advogado e político americano.
Desempenhou o cargo de Procurador-Geral e de juiz do Supremo Tribunal de Justiça no Montana, e foi governador do Montana entre 1941 e 1949 pelo partido republicano.